# C7H7N3
化学式C7H7N3（摩尔质量：133.15 g/mol）可以指：
- 甲基苯并三唑，混合CAS号：29385-43-1 
  - 5-甲基苯并三唑，CAS号：136-85-6
- 苄基叠氮化物，CAS号：622-79-7
- 2-氨基苯并咪唑，CAS号：934-32-7

|  | 这个同类索引页列出了具有相同分子式的化学物（即同分異構體）条目。 除非您是有意链接至本页，否则应将相应条目的内部链接指向正确的条目。 |